# Patrick Kluivert
Patrick Kluivert, född 1 juli 1976 i Amsterdam, är en nederländsk professionell fotbollstränare och före detta fotbollsspelare. Han är för närvarande assisterande förbundskapten för Kameruns landslag.

## Spelarkarriär
Kluivert slog igenom redan som tonåring i AFC Ajaxs a-lag och debuterade samtidigt i Nederländernas herrlandslag i fotboll. Vid 18 års ålder gjorde han matchens enda mål när Ajax besegrade AC Milan i 1994/1995 års Champions League-final. Kluivert gjorde sin första stora landslagsturnering 1996 då Nederländerna nådde kvartsfinal i EM. Han var även med vid VM 1998, EM 2000 och EM 2004. 2000 blev Kluivert med fem mål EM:s skyttekung, delat med Savo Milosevic.
Efter sex framgångsrika år i FC Barcelona, under vilka han gjorde 124 mål på 249 matcher, ledde en mindre lyckad säsong till att Kluivert bytte klubb till Newcastle United 2004. Efter nio månader flyttade han ner till Spanien igen, till Valencia CF. Efter ett år där flyttade Kluivert tillbaka till Nederländerna, till PSV Eindhoven, men gick 2007 till Lille för att sedan avsluta karriären där 2008. Han fick inte särskilt mycket speltid i varken Valencia, PSV eller Lille.
Med 40 landslagsmål var Kluivert fram till 2013 Nederländernas bäste målskytt genom tiderna, varefter han passerats av Robin van Persie (50 mål) och Klaas-Jan Huntelaar (42 mål.)   

## Tränarkarriär
Efter den aktiva karriären blev Kluivert tränare. Efter flera jobb som assisterande tränare och ungdomstränare blev han 2012 andreman till Louis Van Gaal i det nederländska landslaget, som han var med och förde till VM-brons i Brasilien 2014. Mellan 2015 och 2016 var han huvudtränare för hans moders hemland Curaçao, och ledde laget till dess bästa resultat någonsin i ett VM-kval. I maj 2016 blev Kluivert tränare för Ajax U19-lag som bland annat inkluderade hans son Justin, men bara tre månader senare gick han till Paris Saint-Germain som director of football, en roll som han innehade fram till juni 2017. I augusti 2018 utsågs Kluivert till assisterande tränare åt tidigare landslagskollegan Clarence Seedorf när denne tog över som förbundskapten för Kamerun.

## Meriter

### Spelare
- Nederländsk cupvinnare 1994, 1995
- Nederländsk mästare 1995, 1996
- Champions League-vinnare 1995
- Spansk mästare 1999

- EM i fotboll: 1996, 2000, 2004
  - EM-semifinal 2000, 2004
  - EM-skyttekung 2000
  - EM-UEFA Team Of The Tournament 2000

- VM i fotboll:
  - Fjärde plats 1998

### Tränare
- Beloften Eredivisie 2012
- VM i fotboll: 
  - Brons 2014